# Grote Markt (Bergen op Zoom)

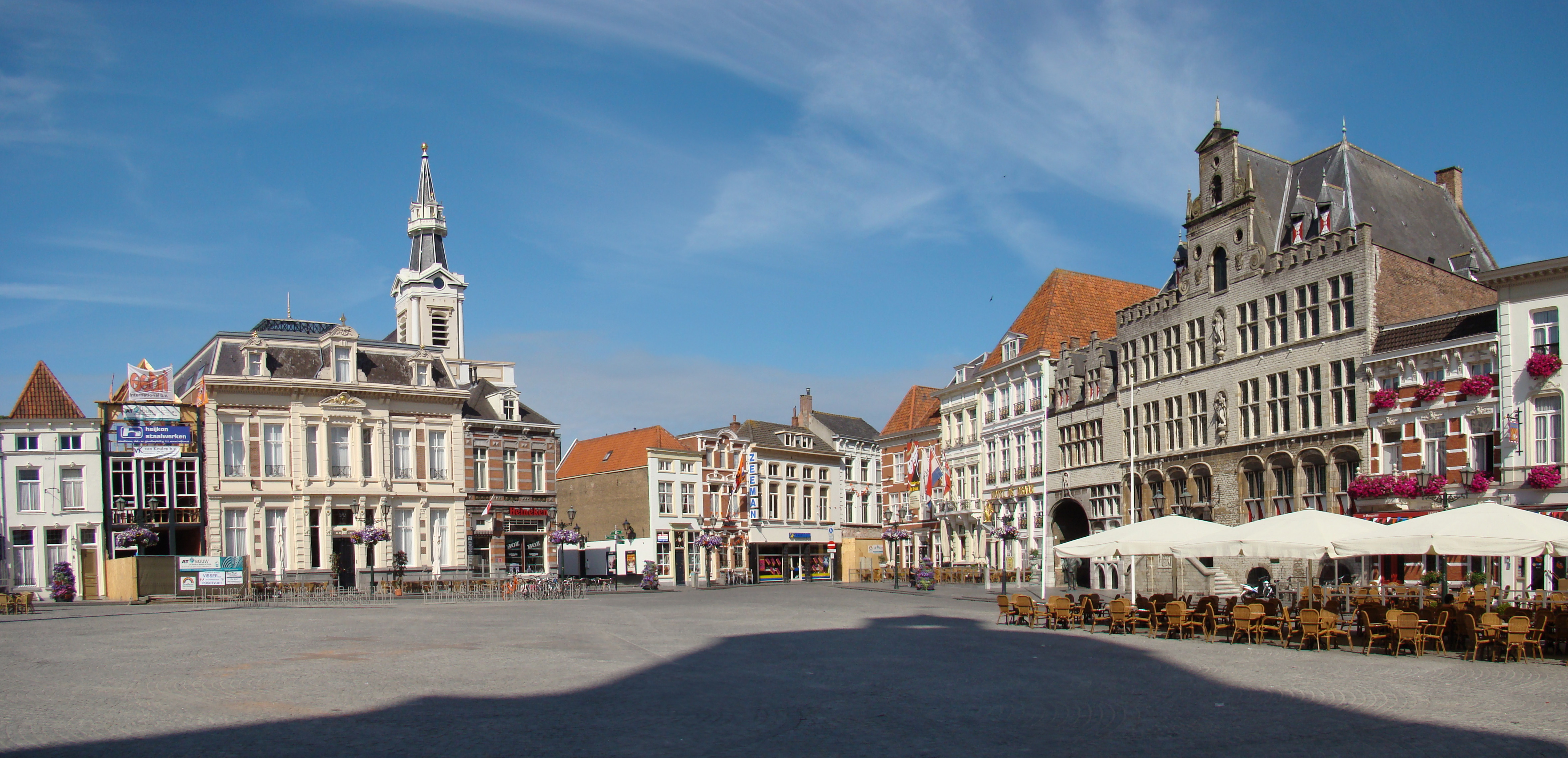
Grote Markt

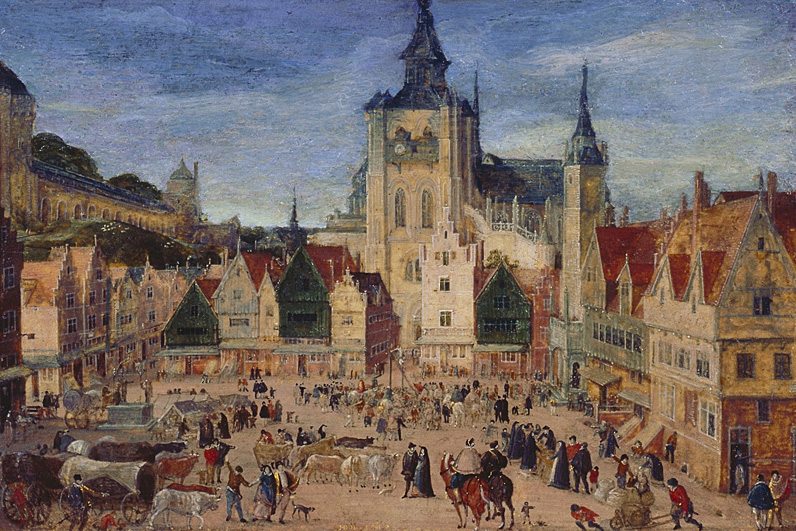
Grote Markt door Hans Bol (1583)

De Grote Markt (Bergs: Gròòte Mart) is het grote centrale marktplein in het oude centrum van Bergen op Zoom.

## Geschiedenis
Het marktplein wordt gezien als het oudste deel van de stad. In de 12e eeuw was dit al een onverharde kern met bebouwing en enkele uitlopers van straten. Toen zij halverwege de 13e eeuw stadsrechten kreeg, groeide Bergen op Zoom uit tot een volwaardige stad. In loop van de eeuwen breidde de stad uit en in de 14e eeuw kreeg ze een ommuring. Ondanks dat er meer pleinen bij kwamen bleef de markt de centrale kern van de stad, mede dankzij de aanwezigheid van de St. Gertrudiskerk en het toenmalige stadhuis.
In 1397 sloeg het noodlot toe. Een grote stadsbrand legde een groot deel van Bergen op Zoom, waaronder de Grote Markt, in de as. Ook het toenmalige stadhuis werd waarschijnlijk compleet verwoest. Twee panden op de grote markt overleefden deze brand: De Oliphant en De Draecke.
In het soetste van de meye
Was tot Bergen groot geschreye,
 't verbrande alle stocken, staecken
behalve Oliphant en Draecke.
Beide panden bestaan nog steeds; de Olifant is tegenwoordig het linker poortgebouw van het stadhuis, en de Draak is thans het oudste hotel van Nederland.
Internationaal werd de stad bekend door de markten die in de 15e en 16e eeuw gehouden werden, zoals de Paasmarkt en de Koude Markt in november. De Grote Markt werd het decor van deze internationale handel waarin Bergen op Zoom samen met Antwerpen in die tijd de belangrijkste Nederlandse marktsteden vormden.

## Locatie
Het ligt in het centrum van de stad. Aan de Grote Markt is het Stadhuis gevestigd. Verder is er een hotel (Hotel De Draak) en veel horeca-gelegenheden met terrassen.
Net achter de Grote Markt ligt de Sint-Gertrudiskerk met de toren De Peperbus bereikbaar vanaf de markt. Achter de andere kant ligt de stadsschouwburg De Maagd.
Het is nu een voetgangerszone. Vanaf de Grote Markt zijn diverse winkelstraten bereikbaar.
In december wordt er een ijsbaan met kerstboom op de Grote Markt gemaakt.